# Tysk kolonisering i middelalderen
Tysk kolonisering i middelalderen foregik mest mod øst, hvorfor begrebet Ostsiedlung (ty. "bosættelse i øst") også ses. Udtrykket betegner tysktalende gruppers indvandring og kolonisering i områder som var beboet af slaver, ungarere, rumænere eller baltere i Central- og Østeuropa. Denne proces begyndte i højmiddelalderen (1300-tallet). Den tyske indvandring skete delvis efter indbydelse fra lokale slaviske herskere.
I forbindelse med nationalismen i Tyskland i 1800-tallet blev Ostsiedlung koblet sammen med ekspansionistiske tankesæt – Drang nach Osten – og til ideen om Lebensraum.
Efter Tysklands nederlag i anden verdenskrig blev store grupper af tyskere tvangsforflyttet fra Central- og Østeuropa. Områder som siden middelalderen havde haft en blandet tysk/slavisk befolkning fik nu en rent slavisk befolkning, blandt andet i det vestlige Polen samt Østpreussen.
Efter die Wende (genforeningen af Tyskland) og jerntæppets fald udvandrede folk af tysk afstamning i stort antal fra de områder af Central- og Østeuropa, hvor de og deres forfædre havde boet i århundreder. De fleste slog sig ned i det tidligere Vesttyskland, hvor økonomisk støtte og bolighjælp gjorde en hurtig integration mulig.